# Barichneumon gemellus
Barichneumon gemellus là một loài tò vò trong họ Ichneumonidae.